# Cirrostratus

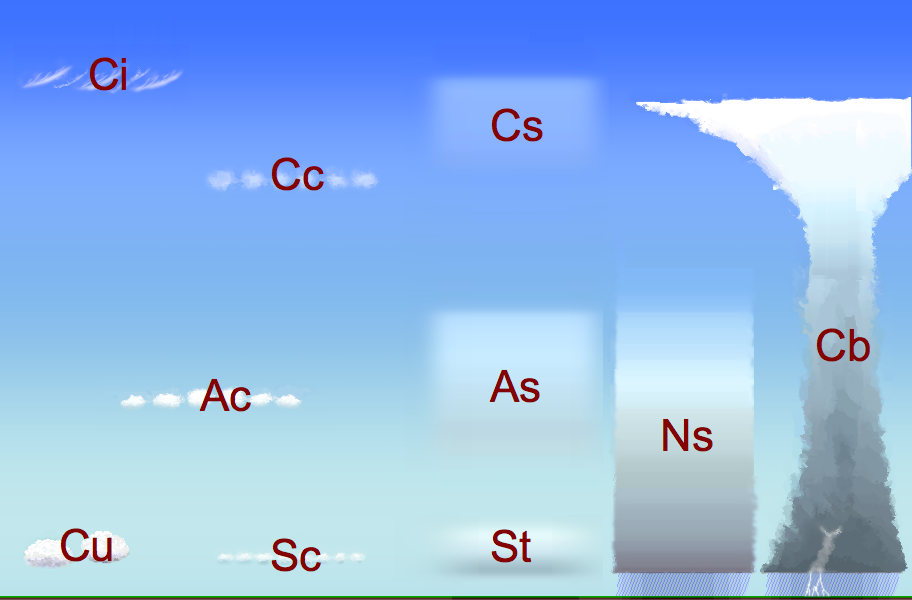

Cirrostratus is een dun type wolk (wolkengeslacht) van ijskristallen die voorkomt op hoogten van 10 tot 15 kilometer. Ze kunnen eruitzien als een tamelijk transparante deken, en soms hebben ze een meer vezelige structuur. Ze zijn zo doorzichtig dat de zon en maan er zonder problemen doorheen schijnen. De interactie van het licht met de ijskristallen in de cirrostratuswolk kan dan een halo om de zon of maan veroorzaken.
Hoewel er uit cirrostratus geen neerslag valt, kan dit type bewolking onder invloed van een warmtefront wel afdalen in een altostratus en bij verdere afdaling veranderen in een regenwolk of nimbostratus.
In weerberichten is de afkorting Cs en het symbool op weerkaarten is: 
De cirrostratuswolken zijn een geslacht uit de familie van hoge wolken en kunnen worden verdeeld in twee wolkensoorten:
- Cirrostratus fibratus (Cs fib)
- Cirrostratus nebulosus (Cs neb)

## Zie ook

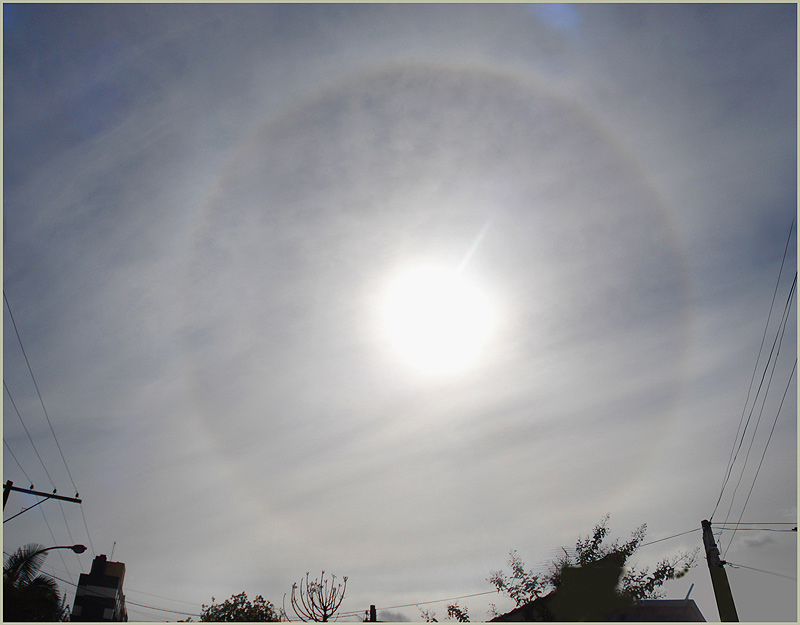
Halo